# Стевенівські пагорби
Стевенівські пагорби (крим. Steven Töpe) — історична місцина в Сімферополі, у Київському районі, на піднесеному (близько 250 м) правобережжі річки Салгир, навпроти ландшафтного парку «Салгирка».
Головна вулиця — вулиця Мате Залки.

## Історія
Тут, на правобережних пагорбах розташовувався будинок (нині вулиця Стевена), де у ХІХ столітті мешкав засновник і перший директор Нікітського ботанічного саду академік Петербурзької академії наук Християн Християнович Стевен (1781—1863). У цих місцях «Нестор ботаніків» провів близько півстоліття, написавши свою знамениту працю «Перелік рослин, що дико ростуть на Кримському півострові» (1856—1857 рр.). Він першим запропонував проект подачі дніпровських вод каналом до Криму.
Назву «Стевенівські пагорби» дали сімферопольські краєзнавці наприкінці XIX століття. На прирічній терасі, біля підніжжя Стевенівських пагорбів 1996 року, 215-ї річниці від дня народження Х. Х. Стевена, йому та його нащадкам встановлено масивний Пам'ятний камінь із меморіальною дошкою. Навколо каменю закладено меморіальний Стевенівський гай.